# Roccaforte Ligure
Roccaforte Ligure (piemontiul: La Ròuca) település Olaszországban, Piemont régióban, Alessandria megyében. Lakosainak száma 129 fő (2023. január 1.). Roccaforte Ligure Borghetto di Borbera, Cantalupo Ligure, Grondona, Isola del Cantone, Mongiardino Ligure és Rocchetta Ligure községekkel határos.

## Népesség
A település lakossága az elmúlt években az alábbi módon változott:
| Lakosok száma | 131  | 126  | 129  |
|               | 2017 | 2018 | 2023 |